# Halterofilismo nos Jogos Olímpicos de Verão de 2008 - Até 69 kg masculino
A competição da categoria até 69 kg masculino do halterofilismo nos Jogos Olímpicos de Verão de 2008 se realizou no dia 12 de agosto de 2008 no Ginásio da Universidade Beihang.
Tigran Guevorg Martirossian, da Armênia, originalmente ganhou a medalha de bronze, mas foi desclassificado em 31 de agosto de 2016 após a reanálise de seu teste antidoping confirmar o uso de estanozolol e turinabol.
A medalha foi realocada pela Federação Internacional de Halterofilismo.

## Recordes
Antes desta competição, os recordes mundiais e olímpicos da prova eram os seguintes:
| Recorde mundial  | Arranque  | BUL Georgi Markov   | 165 kg   | Sydney, Austrália  | 20/set/00 |
| Recorde mundial  | Arremesso | CHN Zhang Guozheng  | 197 kg   | Qinhuangdao, China | 11/set/03 |
| Recorde mundial  | Total     | BUL Galabin Boevski | 357 kg   | Athens, Grécia     | 24/nov/99 |
| Recorde olímpico | Arranque  | BUL Georgi Markov   | 165 kg   | Sydney, Austrália  | 20/set/00 |
| Recorde olímpico | Arremesso | BUL Galabin Boevski | 195 kg   | Sydney, Austrália  | 20/set/00 |
| Recorde olímpico | Total     | BUL Galabin Boevski | 357,5 kg | Sydney, Austrália  | 20/set/00 |

## Medalhistas
| Ouro   | CHN Liao Hui         |
| Prata  | FRA Venceslas Dabaya |
| Bronze | CUB Yordanis Borrero |

## Resultados
| Pos.              | Nome                       | Grupo | Peso  | Arranque (kg) | Arranque (kg) | Arranque (kg) | Arranque (kg) | Arremesso (kg) | Arremesso (kg) | Arremesso (kg) | Arremesso (kg) | Total (kg) |
| Pos.              | Nome                       | Grupo | Peso  | 1             | 2             | 3             | Res.          | 1              | 2              | 3              | Res.           | Total (kg) |
| ----------------- | -------------------------- | ----- | ----- | ------------- | ------------- | ------------- | ------------- | -------------- | -------------- | -------------- | -------------- | ---------- |
| Medalha de ouro   | CHN Liao Hui               | A     | 68,97 | 153           | 153           | 158           | 158           | 185            | 185            | 190            | 190            | 348        |
| Medalha de prata  | FRA Vencelas Dabaya        | A     | 68,38 | 147           | 151           | 153           | 151           | 187            | 197            | 197            | 187            | 338        |
| Medalha de bronze | CUB Yordanis Borrero       | A     | 68,92 | 140           | 145           | 148           | 148           | 171            | 171            | 180            | 180            | 328        |
| 4                 | AZE Turan Mirzayev         | A     | 68,86 | 142           | 146           | 149           | 146           | 181            | 183            | 187            | 181            | 327        |
| 5                 | PRK Kim Chol-jin           | A     | 68,64 | 140           | 146           | 150           | 146           | 180            | 180            | 180            | 180            | 326        |
| 6                 | AZE Afgan Bayramov         | A     | 68,41 | 137           | 142           | 145           | 145           | 175            | 187            | 187            | 175            | 320        |
| 7                 | THA Sitthisak Suphalak     | A     | 68,99 | 141           | 145           | 147           | 147           | 171            | 171            | 175            | 171            | 318        |
| 8                 | JPN Shintani Yoshito       | B     | 68,76 | 130           | 130           | 135           | 135           | 170            | 175            | 177            | 175            | 310        |
| 9                 | EGY Tarek Abdelazim        | B     | 68,87 | 138           | 142           | 142           | 138           | 168            | 172            | 175            | 172            | 310        |
| 10                | INA Edi Kurniawan          | B     | 68,85 | 135           | 140           | 140           | 135           | 165            | 170            | 172            | 172            | 307        |
| 11                | VEN Israel José Rubio      | B     | 68,23 | 139           | 143           | 143           | 139           | 167            | 171            | 171            | 167            | 306        |
| 12                | GER Artiom Shaloyan        | B     | 68,79 | 130           | 133           | 135           | 135           | 160            | 165            | 171            | 165            | 300        |
| 13                | COL Luis Miguel Pineda     | B     | 68,14 | 127           | 132           | 135           | 132           | 161            | 167            | 170            | 167            | 299        |
| 14                | SRI Chinthana Vidanage     | C     | 68,90 | 120           | 125           | 128           | 128           | 160            | 165            | 168            | 165            | 293        |
| 15                | CAN Francis Luna-Greiner   | C     | 68,97 | 125           | 131           | 131           | 131           | 155            | 162            | 167            | 162            | 293        |
| 16                | BRA Welisson Silva         | C     | 68,92 | 130           | 135           | 138           | 135           | 155            | 162            | 162            | 155            | 290        |
| 17                | ROU Răzvan Martin          | B     | 68,85 | 130           | 135           | 135           | 130           | 158            | 165            | 165            | 158            | 288        |
| 18                | CYP Dimitrios Minasides    | C     | 66,32 | 125           | 128           | 132           | 128           | 155            | 155            | 161            | 155            | 283        |
| 19                | NZL Mark Spooner           | C     | 68,86 | 123           | 127           | 127           | 123           | 153            | 158            | 161            | 158            | 281        |
| 20                | NEP Kamal Adhikari         | C     | 68,67 | 107           | 114           | –             | 114           | 142            | 154            | –              | 154            | 268        |
| 21                | TUV Logona Esau            | C     | 68,14 | 102           | 107           | 110           | 110           | 138            | 144            | 148            | 144            | 254        |
| 22                | TJK Nizom Sangov           | C     | 66,06 | 110           | 115           | 117           | 115           | 130            | 135            | 138            | 135            | 250        |
| –                 | KOR Lee Bae-young          | A     | 68,67 | 150           | 153           | 155           | 155           | 184            | 186            | 186            | –              | DNF        |
| –                 | CHN Shi Zhiyong            | A     | 68,17 | 152           | 152           | 157           | 152           | –              | –              | –              | –              | DNF        |
| –                 | ROU Alexandru Roșu         | B     | 68,91 | 136           | 136           | 141           | 136           | 165            | 165            | 165            | –              | DNF        |
| –                 | COL Edwin Mosquera         | B     | 68,59 | 134           | –             | –             | 134           | –              | –              | –              | –              | DNF        |
| –                 | ITA Giorgio De Luca        | B     | 68,93 | 131           | 131           | 136           | 131           | 160            | 160            | 160            | –              | DNF        |
| –                 | ALB Gert Trasha            | B     | 68,68 | 136           | 136           | 136           | –             | –              | –              | –              | –              | DNF        |
| DSQ               | ARM Tigran G. Martirossian | A     | 68,90 | 153           | 156           | 156           | 153           | 183            | 185            | 185            | 185            | 338        |
| DSQ               | MDA Alexandru Dudoglo      | B     | 68,68 | 145           | 145           | 148           | 145           | 163            | 168            | 172            | 172            | 317        |

Legenda
| Recorde mundial      | Recorde mundial (World record)               |                       | Recorde africano                      | Recorde africano (African) |                                           | Q | Classificado por posição (Qualified) |
| Recorde olímpico     | Recorde olímpico (Olympic record)            | Recorde da América    | Recorde da América (Americas)         | q                          | Classificado por melhor tempo (Qualified) |   |                                      |
| Melhor marca do ano  | Melhor marca do ano (World leading)          | Recorde asiático      | Recorde asiático (Asian)              | DNS                        | Não largou (Did not start)                |   |                                      |
| Recorde nacional     | Recorde nacional (National record)           | Recorde europeu       | Recorde europeu (European)            | DNF                        | Não terminou (Did not finish)             |   |                                      |
| Recorde pessoal      | Recorde pessoal do atleta (Personal best)    | Recorde da Oceania    | Recorde da Oceania (Oceania)          | DSQ / DQ                   | Desclassificado (Disqualified)            |   |                                      |
| Recorde da temporada | Recorde da temporada do atleta (Season best) | Recorde sul-americano | Recorde sul-americano (South America) | NM                         | Sem marca (No mark)                       |   |                                      |